# Jagh wil af hiertans grunde
Jagh wil af hiertans grunde (tyska: Aus meines Herzens Grunde)  är en tysk morgonpsalm av Johannes Mathesius. Psalmen översattes till svenska och fick titeln Jagh wil af hiertans grunde. I den svenska versionen ändrades den sjätte versen och den sjunde versen bort.

## Publicerad i
- Göteborgspsalmboken under rubriken "Tacksäijelse och Böön Morgon och Affton".[2]
- Den svenska psalmboken 1694 som nummer 409 under rubriken "Morgon och Afton Psalmer".
- 1695 års psalmbok som nummer 350 under rubriken "Morgon-Psalmer".[1]